# Hiroto Hatao
Hiroto Hatao (畑尾 大翔 Hatao Hiroto?), född 16 september 1990 i Tokyo prefektur, är en japansk fotbollsspelare.
Hatao började sin karriär 2014 i Ventforet Kofu. Han spelade 49 ligamatcher för klubben. 2018 flyttade han till Nagoya Grampus. Efter Nagoya Grampus spelade han för Omiya Ardija.